# Jacobus Johannes van Thiel

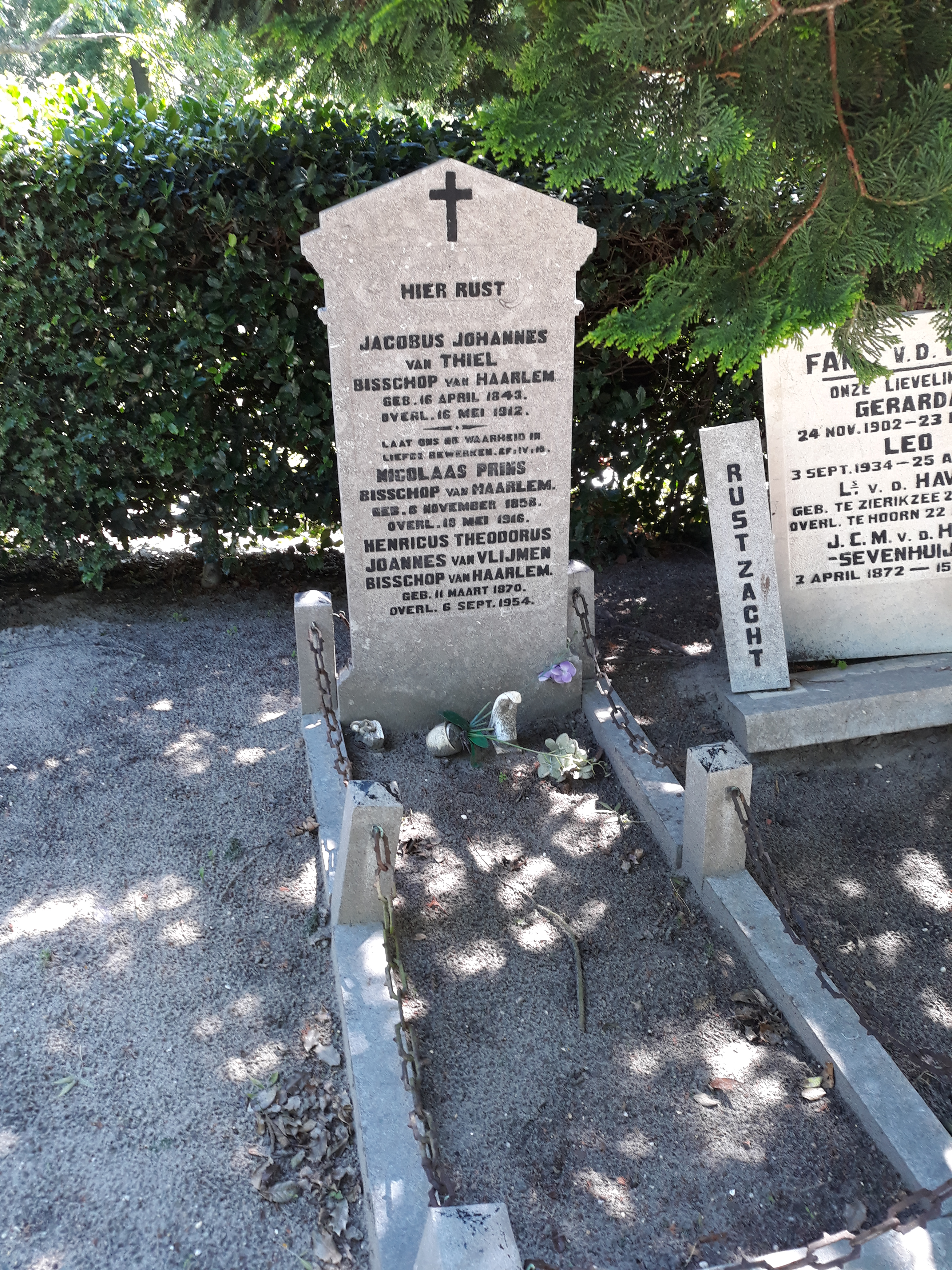
Grab im altkatholischen Bischofsgrab auf dem Friedhof Kleverlaan in Haarlem.

Jacobus Johannes van Thiel (* 16. April 1843 in Haarlem; † 16. Mai 1912 ebenda) war von 1906 bis 1912 alt-katholischer Bischof von Haarlem.

## Leben
Er war der Sohn von Matthias Thiel, Bäcker und Konditor, und Maria Spruit.
Von 1854 bis 1860 war er innerhalb des alt-katholischen Priesterseminars Schüler des städtischen Gymnasiums zu Amersfoort. Nachdem er sein philosophisches und theologisches Studium am Seminar im Jahr 1862 abgeschlossen hatte, empfing er am 9. November 1862 durch Erzbischof Henricus Loos die Priesterweihe. Danach war er bis 1863 Vikar und dann bis 1885 Pfarrer in Enkhuizen. Im Zeitraum von 1885 bis 1906 leitete er als Präsident das Amersfoorter Seminar.
Van Thiel verfolgte mit regem Interesse die Entstehung und Entwicklung der altkatholischen Kirchen im Ausland nach dem I. Vaticanum. Auf den Altkatholikenkongressen in München 1871 und in Köln 1872 vertrat er die Alt-Katholische Kirche in den Niederlanden. 1891 nahm er den Kontakt zur Petite Église in Frankreich auf, die Annäherung an die Altkatholische Kirche gesucht hatte. Von 1893 bis 1894 arbeitete er in der von Hyacinthe Loyson in Paris gegründeten altkatholischen Gemeinde. Es war sein Verdienst, den Traité sur la primauté du Pape des Oratorianers Pinel wieder in das Bewusstsein gebracht zu haben. Er stand im Briefwechsel mit Theologen in vielen Ländern. Seine Verdienste für ausländische Altkatholische Kirchen wurden am 4. Juni 1903 von der Universität Bern durch die Ehrendoktorwürde anerkannt.

## Bischofsamt
Seine Wahl zum Bischof von Haarlem erfolgte am 27. Juni 1906, die Bischofsweihe empfing er am 27. August 1906 in Amsterdam durch Gerardus Gul, Nicolaus Bartholomeus Petrus Spit und Josef Demmel.
Er war Mitglied des Rotterdam-Petersburger Komitee, das zwischen 1894 und 1914 versuchte, östliche und westliche Kirchen wieder zu vereinen. Eine wichtige Rolle spielte er bei der Aufnahme der Altkatholischen Kirche der Mariaviten in Polen in die Utrechter Union im Jahr 1909. Im folgenden Jahr besuchte er diese polnische Kirche, seine Kenntnis der Landessprache kam ihm dabei zugute.
Auch in den Niederlanden hatte er großen Einfluss. Er war Mitbegründer des Cor Unum et Anima Una, einer Organisation, die verschiedene Schriften herausgab; sowie von De Oud-Katholiek, einer kirchlichen Zeitschrift, die im Jahre 1885 erstmals herausgegeben wurde und an der er bis 1890 als Redakteur mitwirkte.
Im Jahre 1907 warnte er in einem Hirtenbrief vor der Lehre von der Unfehlbarkeit des Papstes, wie auch vor der Macht der Ultramontanen in der römisch-katholischen Kirche.
Van Thiel förderte die Mitfeier der Gläubigen durch die Einführung der Muttersprache in Liturgie und Gemeindegesang und vermittelte bei verschiedenen Streitigkeiten zwischen Geistlichen alt-katholischer Prägung.

## Ehrungen
- Ehrendoktorwürde der Universität Bern (1903)

## Werke (Auswahl)
- Die katholische Kirche in ihrer Ansicht über die Ehe. In: Deutscher Merkur. 1882, Nr. 47–50.
- L’Église catholique gallicane à Paris. In: RITh 1, 1893, S. 454–464.
- Allocution. Congrès de Rotterdam. In: RITh 2, 1894, S. 797–799.
- Die Gültigkeit der Bischofsweihen in der altkatholischen Kirche von Utrecht. In: RITh 7, 1899, S. 256–267.
- Sur la papauté. Un ouvrage du XVIIIe siècle à rééditer. In: RITh 13, 1905, S. 225–237.
- Heerdelijk schrijven van Jacobus Johannes van Thiel, Bisschop van Haarlem. Haarlem 1908.